# Hauko
Hauko je priimek v Sloveniji, ki ga je po podatkih Statističnega urada Republike Slovenije na dan 1. januarja 2010 uporabljalo 53 oseb.

## Znani nosilci priimka
- Jožef Hauko, župnik
- Štefan Hauko (*1935), slikar, restavrator in konservator